# Abu Dahdah
Abu Dahdah (de nombre Imad Eddin Barakat Yarkas; en árabe أبو الدحداح Abū ad-Daḥdāh; también conocido en España por el alias de El Gordo) (Alepo, 1966) es un ciudadano sirio-español, considerado un terrorista y líder de Al Qaeda en España, es hijo de un general del Ejército sirio, que trabajaba como comerciante de ropa en el barrio de Lavapies en Madrid. Fue juzgado y condenado en España a doce años de prisión, quedando en libertad por cumplimiento de la pena en mayo de 2013.

## Primeros años
Abu Dahdah nació en Siria y se integró joven en los Hermanos Musulmanes, por lo que tuvo que huir del país. Viajó por Jordania, Egipto, Francia y España, estableciéndose en este último país. Se casó con una joven madrileña y tiene seis hijos. Fue uno de los primeros líderes islamistas en España, fundador en la década de 1980 de las primeras células islamistas en ese país. Cuando Mustafá Setmarian, otro terrorista sirio-español que dirigía las células españolas, se integró en la cúpula de Al Qaeda, Dahdah se hizo cargo de la dirección en España. De las células islamistas que dirigió desde 1995 salieron algunos de los que luego estuvieron implicados o fueron condenados por los atentados de Casablanca de 2003 o los atentados del 11 de marzo de 2004 en Madrid.

## Militancia y atentados
Los servicios secretos de Estados Unidos le consideran también miembro del selecto grupo radical islamista Takfir Wal Hijra (Anatema y Exilio), conocidos como tafkiris, al que pertenecían Mohamed Atta y otros autores de los atentados del 11 de septiembre en Estados Unidos. Según los informes estadounidenses, Dahdah, junto con el imán de Alicante, Jamal Issa Mohamed Shatat y el terrorista jordano Abu Anas (actualmente preso en el Centro de detención de Guantánamo), mantenían una estrecha relación con el clérigo londinense, Abu Qutada, uno de los denominados iconos de los terroristas del 11-S y miembro del Grupo Islámico Armado. Todos ellos son considerados tafkiris. En el juicio por los atentados del 11 de marzo de 2004 Dahdah compareció como testigo y afirmó que los autores de los atentados eran tafkiris, aunque él ha negado siempre ser miembro de dicho grupo.
Fue detenido en España pocas semanas después de los atentados del 11-S y fue juzgado y condenado por la Audiencia Nacional de España a 12 años de prisión (fueron 27 años reducidos después por el Tribunal Supremo a 12) en 2006 por liderar la célula de Al Qaeda en España e integración en una organización terrorista. Condenado por la Audiencia también de participar en los atentados del 11 de septiembre, fue absuelto por el Supremo por falta de pruebas. La Audiencia Nacional había señalado en su fallo:

[Abu Dahdah] conocía los siniestros planes de inmediata ejecución [de los atentados en Estados Unidos] y los asumió como propios, siendo puntualmente informado de los preparativos que antecedieron a los ataques perpetrados contra las Torres del World Trade Center de Nueva York y contra El Pentágono

Cuando en 2010 salieron a la luz los cables diplomáticos secretos de Estados Unidos, se supo que este país trataba con el gobierno de España desde 2006 de que Abu Dahdah fuera incluido en la lista de terroristas de las Naciones Unidas, lo que permitiría que al cumplir la pena no pudiera viajar a los países que se señalasen y embargarle los bienes. En 2008, según los diplomáticos estadounidenses, "el Ministerio del Interior había recomendado que el Gobierno español incluyera a Barakat en las listas y a otros mediante una orden del Consejo de Ministros, pero que el Ministerio de Exteriores se opuso y prefirió buscar un acercamiento más garantista que crearía un nuevo mecanismo para las designaciones", situación que se mantuvo en el tiempo y de lo que el gobierno y la diplomacia estadounidense se quejaron reiteradamente a España.

## Libertad y vida civil
Fue puesto en libertad el 22 de mayo de 2013 tras cumplir su condena, esto a pesar de que su salida estaba programada para noviembre del mismo año. En la actualidad Dahdah se ha reintegrado a la vida civil, llegando a ser rastreado vuelos hacia ciudades como Maarat an-Numan, donde es ligado al clan Kutayni, ligado a Al-Qaeda en Siria.
La decisión de la corte y su rápida liberación fue criticada por Rafael Gómez Menor, jefe de brigada de la Unidad Central Exterior (UCIE) de la Policía Nacional en 2004, mencionando que Abu Dahdah fue el autor intelectual mencionando que cinco de los siete terroristas del 11-M eran seguidores de Dahdah.
El 4 de marzo de 2022, es investigado por las autoridades Omar Barakat Martín, hijo de Abu Dahdah el cual es sospechoso de falsificar pasaportes Covid en meses anteriores. Omar ha estado desde hace algunos años en la mira de las autoridades españolas por su participación en la delincuencia organizada.